# Subbacultcha!
Subbacultcha! is een onafhankelijk Amsterdams muziekplatform dat zich richt op alternatieve muziek en onafhankelijke muziek. Het werd opgericht in 2004.

## Geschiedenis
De organisatie startte in 2004 met een eenmalig festival in Paradiso waarin ze een showcase van Amsterdamse rockacts presenteerden. De naam Subbacultcha is een verwijzing naar een lied van Pixies. Na die eerste showcase nacht werden daaropvolgend aanvullende kleinere shows geboekt in andere zalen in Amsterdam en Haarlem. Twee jaar later volgde er een tweede (uitverkochte) showcase in Paradiso van Amsterdamse bands, waaronder onder andere Hospital Bombers, The Moi Non Plus, Blues Brother Castro, About, Aux Raus, Zoppo, Ghost Trucker, zZz en Coparck optraden.
In 2008 startte de organisatie tevens een onafhankelijk platenlabel waarop ze werk uitgaven van The Moi Non Plus en Bonne Aparte en een serie verzamelalbums met tracks van veel nieuwe Amerikaanse acts, voornamelijk in het genre van de noise rock.
De organisatie geeft maandelijks een muziekmagazine uit (oplage ongeveer 18.000) uit dat gratis in veel concertzalen, cafés en verwante locaties verkrijgbaar is. Het ondersteunt concerten van de Melkweg, Trouw, de Patronaat, Paradiso en Ekko, alsmede boekt het zelf shows in kleinere concertzalen in Amsterdam. Tevens levert het bijdragen aan festivals als Crossing Border, State-X New Forms, Le Guess Who? en Filmfestival Rotterdam.
In 2009 werd een vijfjarig jubileum festival georganiseerd in de Melkweg, waarbij 3VOOR12 de meeste concerten integraal filmde en als special publiceerde.
De organisatie heeft voor veel Amerikaanse, Canadese en Engelse bands een springplank-functie en verzorgde in Nederland bijvoorbeeld de eerste concerten voor Wavves, HEALTH, No Age, Ponytail, Dan Deacon, Marnie Stern, PRE, Women, Miracle Fortress, TV Buddahs, The Very Best, Mahjongg, These Are Powers, Abe Vigoda alsook acts die al langer bestonden als Enon, The Intelligence. Daarnaast promoot het lokaal opkomend talent met een avant garde focus, bands als The Moi Non Plus, Pfaff, Eklin (voorheen Adept), Bonne Aparte, Saelors, Hospital Bombers, Yobkiss, Wooden Constructions, Eva Braun.
Voor MCN vervult de organisatie een spilfunctie door showcases te coördineren en te promoten van Nederlandse bands op festivals als SxSW (Austin, TX), Popkomm (Berlijn) en CMJ (New York). Tevens organiseren ze tijdens Eurosonic/Noorderslag een alternatief (gratis) festival in Groningen in samenwerking met de Academie voor Popcultuur uit Leeuwarden.